# María Sonia Cristoff
María Sonia Cristoff (Trelew, 1965) es una escritora y traductora argentina. Independientemente de las clasificaciones de sus libros, todos ellos son una exploración de la «narrativa híbrida».

## Biografía
María Sonia Cristoff nació en 1965 en la ciudad de Trelew, provincia de Chubut, Argentina. Estudió Letras en la Universidad de Buenos Aires. Publicó los libros de no-ficción Falsa calma (2005), sobre los habitantes de una selección de pueblos fantasma en la Patagonia, y Desubicados (2006), un relato que transcurre durante un día en un zoológico de Buenos Aires que aborda el tema animal como vía para cuestionar las formas de vida en una gran metrópoli contemporánea.
Cristoff publicó su primera novela, Bajo influencia, en el año 2010. Le siguió a esa las también novelas Inclúyanme afuera (2014), Mal de época (2017) y Derroche (2022). Cristoff tradujo obras de Tim O'Brien, P. D. James e incluso los diarios de un colono anglicano en una estancia de Tierra del Fuego. Fue residente del Programa Internacional de Escritura de la Universidad de Iowa y del Programa Rayuela en Leipzig, Alemania. Además, editó una serie de antologías cuyos ejes centrales se vinculan con su propia narrativa: Acento extranjero (2000) y Pasaje a Oriente (2009), crónicas de viaje, Geografías literarias: Patagonia (2005), una selección de narradores patagónicos contemporáneos e Idea crónica (2014), una antología de autores iberoamericanos que, igual que ella, experimentan en una zona de confluencia entre la ficción y la no-ficción.
En el año 2014, Cristoff fue seleccionada como una de los ocho autores destacados de la narrativa argentina contemporánea en la antología La última gauchada (Alquimia). En la actualidad escribe en distintos medios y da clases en la Universidad Nacional de las Artes (UNA) y en la Maestría de Escritura Creativa de la Universidad Nacional de Tres de Febrero (UNTREF).

## Obra

### Novelas
- 2010: Bajo influencia
- 2014: Inclúyanme afuera
- 2017: Mal de época (Mardulce Ed.)
- 2022: Derroche

### No-ficción
- 2005: Falsa calma
- 2006: Desubicados

### Edición
- 2000: Acento extranjero
- 2005: Geografía Literarias
- 2006: Idea crónica
- 2009: Pasaje a Oriente
- 2012: Escuela de Escritores
- 2016: Buenos Aires, la ciudad como un plano
- 2018: Los atrevidos

## Reconocimientos
- 2024ː Premio Konex 2024 Letras - Novelaː Período 2021-2023. Diploma al mérito.[5]